# Georgios Giakoumakis
Georgios Giakoumakis, auch Giorgos Giakoumakis (griechisch Γεώργιος Γιακουμάκης; * 9. Dezember 1994 in Heraklion), ist ein griechischer Fußballspieler. Der Stürmer steht in Mexiko bei CD Cruz Azul unter Vertrag und ist A-Nationalspieler.

## Karriere

### Verein
Giakoumakis wechselte als 17-Jähriger nach seiner Ausbildung beim PO Atsaleniou zum AO Platanias. Nach ersten Einsätzen in der Super League erfolgte ab Januar 2014 zur Erlangung weiterer Spielpraxis eine Leihe bis Ende April an den Zweitligisten AO Episkopi. Nach seiner Rückkehr hatte Giakoumakis die Angreifer Thomas Nazlidis und David Torres vor sich und erhielt dementsprechend nur geringe Einsatzzeiten. Nachdem sowohl Nazlidis wie auch Torres mittlerweile den Verein verlassen hatten, erhielt Giakoumakis vom neuen Trainer Georgios Paraschos mehrere Startelfnominierungen. Nach drei direkten Torbeteiligungen in zehn Partien war die Saison 2015/16 für ihn aber ab Anfang Dezember 2015 gelaufen, nachdem er sich einen Kreuzbandriss zugezogen hatte. 
Im Anschluss blieb Giakoumakis verletzungsfrei, erreichte mit der Mannschaft das Viertelfinale des Landespokals und verpasste lediglich vier Ligaspiele, davon drei aufgrund von Gelbsperren. Mit 12 Toren sowie drei Assists war er der effektivste Offensivspieler des Teams und konnte sich gegen die mannschaftsinternen Konkurrenten Nikolai Sihnewitsch und Haris Dilaver durchsetzen. Im Sommer 2017 verpflichtete der Vorjahresvierte AEK Athen den Stürmer, der einen bis Juni 2021 gültigen Vertrag erhielt. Dieser kam zu seinen ersten Einsätzen in der Europa League, in der er mit der AEK in der Zwischenrunde scheiterte. Kleinere Verletzungen wie auch eine Blinddarmentzündung kosteten Giakoumakis die Aussicht auf einen Stammplatz. Der Argentinier Sergio Araujo, der ebenfalls neu zur Mannschaft gekommen war und zumeist als alleinige Spitze auflief, hatte die Nase vorn und verdiente sich bis zum Saisonende 19 Scorerpunkte. Letztendlich holte die AEK mit Araujo und Giakoumakis den Landesmeistertitel. Zwischen Januar und Mai 2019 verliehen die Athener den 24-Jährigen an den Ligakonkurrenten OFI Kreta, der sich im Abstiegskampf befand. Giakoumakis steuerte für das Team von seiner Heimatinsel drei Tore und eine Vorlage bei, in der Abstiegsrelegation gelang gegen seinen alten Verein Platanias der Klassenerhalt.
Nachdem in Athen mittlerweile eine aus Nélson Oliveira und Marko Livaja bestehende Doppelspitze im Sturmzentrum gesetzt war, saß Giakoumakis nach wie vor häufiger auf der Bank oder kam zu Kurzeinsätzen. Ab dem 26. Spieltag war er bis zum Ende der Saison 2018/19 in der polnischen Ekstraklasa bei Górnik Zabrze aktiv. Als offensiver Mittelfeldspieler sowie Mittelstürmer gelangen dem Griechen vier direkte Torbeteiligungen, die Abstiegsrunde beendete er mit dem Verein mit dem Ligaerhalt. Nach seiner Rückkehr war Giakoumakis nicht mehr für die AEK aktiv und wurde zur Spielzeit 2020/21 vom niederländischen Erstligisten VVV-Venlo verpflichtet; die Ablösesumme soll bei 200.000 Euro gelegen haben. Der Grieche war beim Vorjahres-Dreizehnten, der lediglich 24 Saisontreffer zu verbuchen hatte, von Saisonbeginn an gesetzt. In den ersten 20 Partien schoss Giakoumakis 22 Tore, darunter einen Hattrick sowie zwei „Viererpacks“, was zu diesem Zeitpunkt drei Vierteln der Gesamttore des Teams entsprach. Allerdings verlor die VVV auch häufiger, beispielsweise handelte man sich mit einem 0:13 gegen Ajax Amsterdam die höchste Niederlage der Ligageschichte ein. Letztendlich gewann der Grieche den Titel des besten Ligatorschützen mit 26 Treffern, musste aber mit der VVV in die Eerste Divisie absteigen.
In der zweiten niederländischen Liga lief Giakoumakis nicht mehr für Venlo auf und wechselte am letzten Tag der Sommertransferperiode 2021 in die schottische Premiership zum von seinem Landsmann Ange Postecoglou trainierten Europapokalteilnehmer Celtic Glasgow. Nach dem Wechsel des bisherigen Stammmittelstürmers Odsonne Édouard rückte zunächst der Schweizer Albian Ajeti für diesen in die Stammformation, weshalb Giakoumakis erst Ende September sein erstes Pflichtspiel für Celtic absolvieren konnte. Bei acht Einsätzen gelang Giakoumakis lediglich eine direkte Torbeteiligung, ab Ende November wurde dieser schließlich gar nicht mehr eingesetzt. Der Grund hierfür war eine vergleichsweise starke Form eines anderen Neuzugangs, Kyōgo Furuhashi, der beispielsweise allein am 2. Spieltag gegen den FC Dundee drei Tore geschossen hatte und letztlich am häufigsten von Postecoglou berufen wurde. Nach dem Jahreswechsel profitierte der Grieche von einer langwierigen Oberschenkelverletzung des Japaners und wurde sogar wieder häufiger von Beginn an aufgestellt. Gegen die Hearts machte sein 2:0 (Endstand 2:1) den Unterschied, bei den Duellen mit Dundee (3:0) sowie Ross County (4:1) war er mit drei „Dreierpacks“ und einem Assist an allen sieben Treffern direkt beteiligt gewesen. Ungeschlagen erreichte Giakoumakis mit Celtic die Meisterrunde, die wiederum auch ohne Niederlage abgeschlossen wurde. Am Ende hatte der Stürmer mit 13 teilweise wichtigen Ligatoren und einer Vorlage einen erheblichen Anteil am Gewinn des Landesmeistertitels, vier Zähler vor dem ewigen Stadtrivalen, den Rangers. Darüber hinaus wurde der Grieche gemeinsam mit Regan Charles-Cook von Ross County Torschützenkönig. Mit den Glasgowern qualifizierte sich Giakoumakis für die Gruppenphase der Champions League, in der er in der Folge erstmals spielen durfte.
Im Februar 2023 wechselte er zu Atlanta United in die Major League Soccer.
Im Juni 2024 ist er als Stürmer für CD Cruz Azul in der Liga MX bekannt gegeben.

### Nationalmannschaft
Nach drei Spielen für die U21 ist Giakoumakis seit November 2020 auch für die A-Auswahl Griechenlands aktiv. Aufgrund einer Gelbsperre sowie einer Verletzung konnte der Angreifer nur an zwei Spielen der Qualifikation zur WM 2022 teilnehmen; ohne ihn gelang es seinen Teamkollegen als Dritter nicht, die Endrunde zu erreichen.

## Titel und Erfolge
AEK Athen
- Griechischer Meister: 2018

Celtic Glasgow
- Schottischer Meister: 2022

Persönlich
- Torschützenkönig der Eredivisie: 2021 (26 Tore)
- Torschützenkönig der Scottish Premiership: 2022 (13 Tore)
- Newcomer of the Year in der MLS: 2023